# جاك هيل (لاعب كرة قدم أسترالية)
جاك هيل (بالإنجليزية: Jack Hill)‏ هو لاعب كرة قدم أسترالية أسترالي، ولد في 22 مارس 1927.

## وصلات خارجية
- جاك هيل على موقع AustralianFootball.com (الإنجليزية)
- جاك هيل على موقع AFLtables.com (الإنجليزية)